# Doris Hager-Hämmerle
Doris Hager-Hämmerle (* 6. Jänner 1970 in Lustenau) ist eine österreichische Politikerin (NEOS). Sie war von 2. Juli bis zum 22. Oktober 2019 Abgeordnete zum österreichischen Nationalrat und von 2017 bis 2021 Mitglied des erweiterten Bundesvorstands der Partei NEOS – Das Neue Österreich und Liberales Forum.

## Werdegang
Doris Hager-Hämmerle wuchs in der Marktgemeinde Lustenau im Vorarlberger Rheintal auf und absolvierte das Diplomstudium der Übersetzerausbildung für Französisch und Russisch an der Universität Innsbruck. Dort wurde sie erstmals hochschülerschafts-politisch aktiv, zunächst als Studienrichtungsvertreterin, später als Vorsitzende der Fakultätsvertretung der geisteswissenschaftlichen Fakultät für die AktionsGemeinschaft.
Nach dem Studium arbeitete sie zunächst in Innsbruck und Salzburg im Incoming-Tourismus, kehrte dann zurück nach Vorarlberg. Heute lebt sie mit ihrer Familie in Hittisau im Bregenzerwald. Ab dem Jahr 2000 arbeitete Hager-Hämmerle an der Internationalen Akademie für Philosophie im liechtensteinischen Mauren, 2010 übernahm sie ebendort die Geschäftsführung. Mit Jahresbeginn 2019 wechselte Doris Hager-Hämmerle beruflich zum Vorarlberger Beschlägehersteller Blum, wo sie bei Blum International Consulting als Personal- und Organisationsentwicklerin tätig wurde. Sie ist seit 2015 Mitglied im Wissenschaftsbeirat der Vorarlberger Landesregierung. Ihre mehrjährige ehrenamtliche Funktion als Regionensprecherin für den Bregenzerwald im Frauennetzwerk Vorarlberg legte sie im Juni 2019 zurück.
Politisch aktiv ist Doris Hager-Hämmerle seit der Gründung der Partei NEOS – Das Neue Österreich im Jahr 2013 durch ihren Vorarlberger Landsmann Matthias Strolz. 2014 wurde sie Mitglied im NEOS-Landesteam für Vorarlberg, 2016 Trainerin im NEOS Lab, der Parteiakademie von NEOS. Im Jahr 2017 wurde Doris Hager-Hämmerle Mitglied im erweiterten Bundesvorstand der Partei. Im selben Jahr kandidierte sie auf Platz zwei der Vorarlberger Landesliste sowie auf Platz 10 der Bundesliste bei der Nationalratswahl am 15. Oktober 2017.
Bei der Wahl verpasste sie zwar den Einzug in den Nationalrat, konnte jedoch im Jahr 2019 nachrücken, nachdem Claudia Gamon, die vor ihr auf der Bundesliste gereiht war, ihr Nationalratsmandat zurücklegte, um als neu gewählte Abgeordnete ins Europäische Parlament einzuziehen. Michael Bernhard übernahm das frei gewordene Mandat von Claudia Gamon, Doris Hager-Hämmerle wurde daher in der Nationalratssitzung am 2. Juli 2019 als Nationalratsabgeordnete auf dem Mandat von Michael Bernhard angelobt. Sie engagierte sich im Parlamentsklub von NEOS für die Themen Gleichbehandlung und Wissenschaft. Bereits vor ihrer Angelobung kündigte sie an, bei der Nationalratswahl am 29. September 2019 nicht mehr kandidieren zu wollen. Daher schied sie mit der Angelobung des neuen Nationalrats am 23. Oktober 2019 wieder aus dem Parlament aus.